# Pseudophryne major
A Pseudophryne major a kétéltűek (Amphibia) osztályának békák (Anura) rendjébe, a Myobatrachidae családba, azon belül a Pseudophryne nembe tartozó faj.

## Előfordulása
Ausztrália endemikus faja. Queensland középső keleti részén, a Cape York-félszigettől Queensland délkeleti részéig és Új-Dél-Wales északkeleti részéig honos. Elterjedési területének mérete nagyjából 126 700 km².

## Nevének eredete
A faj neve a Pseudophryne nem többi fajához viszonyított nagy termetére utal.

## Megjelenése

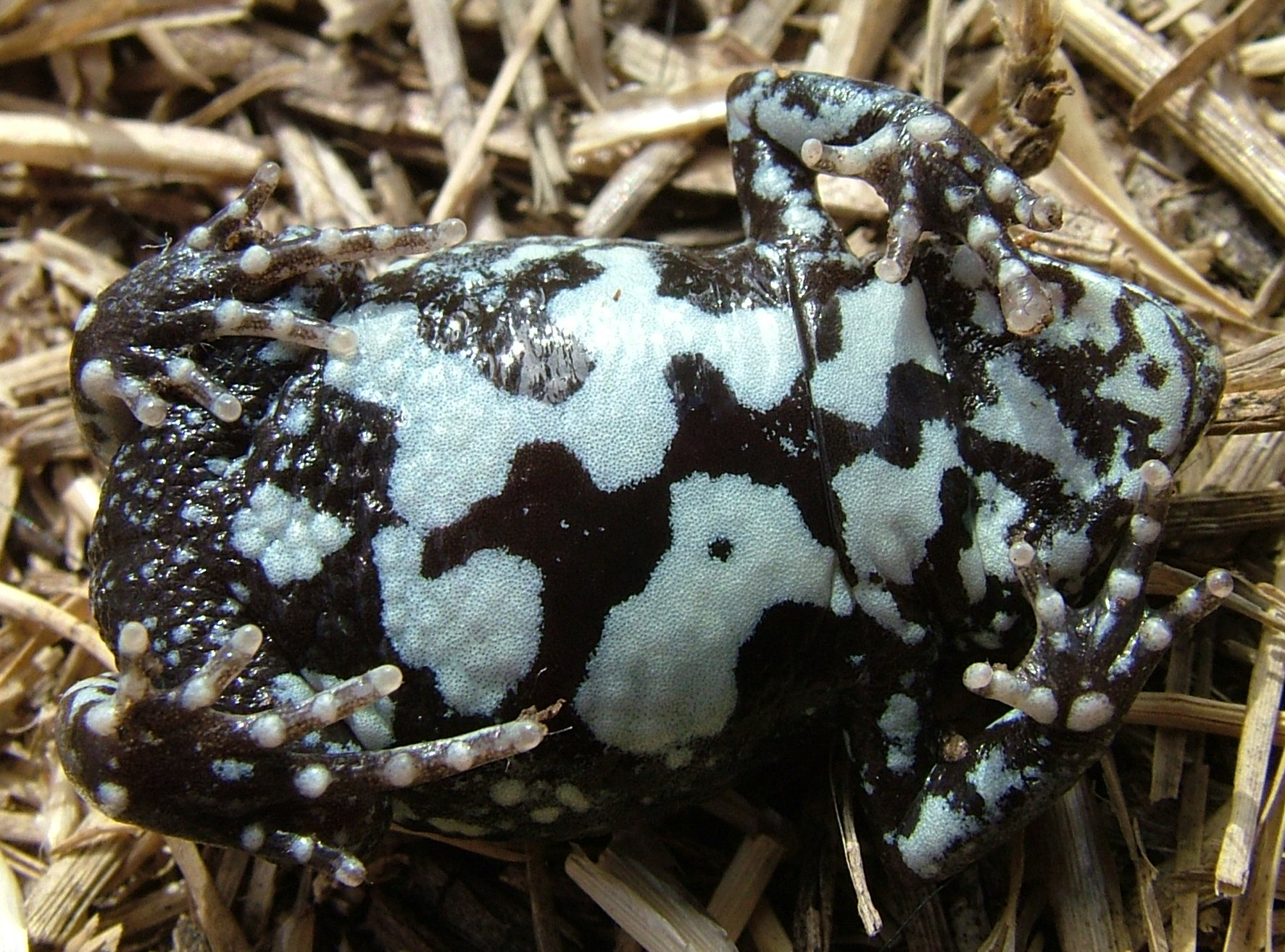
Hasi oldala

Közepes termetű békafaj, testhossza elérheti a 4 cm-t. Háta szürke vagy kékesszürke, középvonalában gyakran a pofacsúcstól egy nagy narancsvörös terület húzódik, valamint a hát alsó részén egy alig látható narancsvörös hosszanti csíkkal, amely élénksárga foltban végződik. A karok felső része a vállnál élénksárga. Oldala szürkésbarna, sötétbarna foltokkal. A hasa fekete-fehér márványozású, a hímek torka sötét árnyalatú. Pupillája vízszintes elhelyezkedésű, az írisz aranyszínű. Ujjai között nincs úszóhártya, ujjai végén nincsenek korongok.

## Életmódja
Élőhelye nedves és száraz szklerofil erdők és gyepek. Általában fatörzsek, kövek és avar alatt vagy üregekben található.
Ősztől tavaszig szaporodik. A petéket kis csomóban rakja le a szárazföldön, nedves avar, fatörzsek és sziklák alá, valamint kisebb patakok, mocsarak és ideiglenes árkok közelében lévő sáros üregekbe. Akárcsak a többi Pseudophryne faj esetében, a fészket a hím őrzi. Az ebihalak hossza elérheti a 3 cm-t, sötét vagy világosbarna-arany színűek. A vizekbe a fészkek elárasztása után kerülnek. Nincs adat arra vonatkozóan, hogy mennyi idő alatt fejlődnek békává.

## Természetvédelmi helyzete
A vörös lista a nem fenyegetett fajok között tartja nyilván. Populációja stabil, több természetvédelmi területen is megtalálható.